# Il principe e il povero (film 1937)
Il principe e il povero (The Prince and the Pauper) è un film del 1937, diretto da William Keighley e da (non accreditato) William Dieterle.

## Trama
Il film è ambientato nella Gran Bretagna governata dai Tudor.
Il giovane Edoardo VI d'Inghilterra, stanco della sua solita vita piena di obblighi e questioni politiche, decide di mettere al suo posto un suo sosia, affinché lui possa prendersi qualche giorno di pausa.

## Produzione
Il film fu prodotto dalla First National Pictures e dalla Warner Bros. Pictures. Venne girato nei Warner Brothers Burbank Studios al 4000 del Warner Boulevard di Burbank, in California.

## Distribuzione
Distribuito dalla Warner Bros. Pictures, uscì nelle sale cinematografiche statunitensi l'8 maggio 1937 dopo una prima proiezione tenuta a New York tre giorni prima, il 5 maggio 1937.